# 心敬

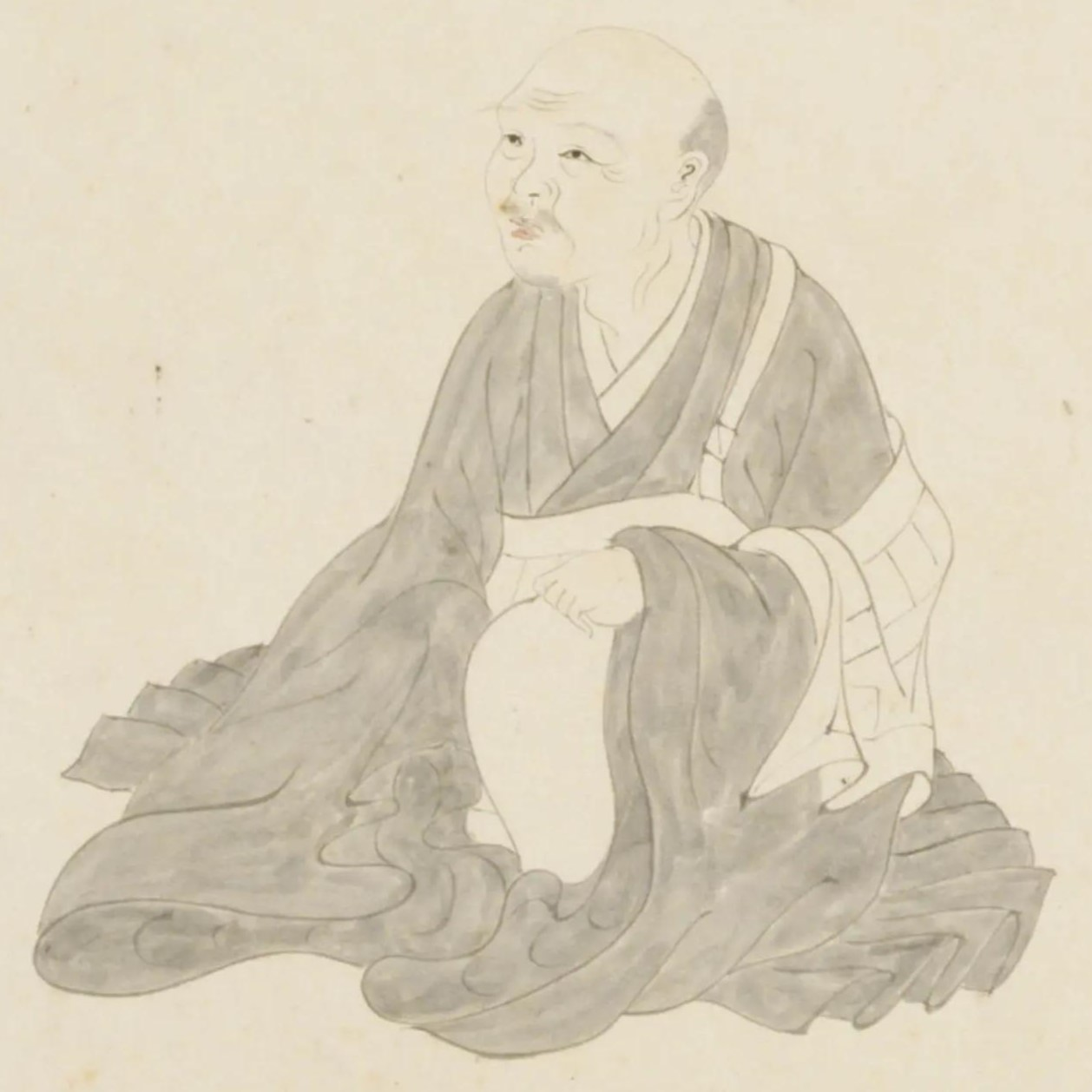
心敬（『肖像集』）

心敬（しんけい、1406年（応永13年） - 1475年5月20日（文明7年4月16日））は、室町時代中期の天台宗の僧、連歌師である。連海、心恵、心教ともいう。

## 心敬が理想とした連歌
『心敬僧都庭訓』に以下のように書かれている。
つまり、十五夜の満月のような歌よりも、雲に部分が隠れる月のような歌が良いとしている。この美意識は、侘び茶の祖とされる茶人村田珠光も共有していた（『禅鳳雑談』永正9年(1512年)11月11日）。
また、『ささめごと』には
とあり、歌を極めた後は、気持ちの全てを言葉で言い表さない「余情体」の歌を詠むべきとしている。この美意識も、武野紹鷗などの茶人に共有されている（『山上宗二記』）。